# 大周镇 (长葛市)
大周镇，是中华人民共和国河南省许昌市长葛市下辖的一个乡镇级行政单位。位于长葛市北部，南距市区15千米，北距新郑国际机场15千米。面积64.3平方千米，1997年人口5.9万。

## 历史
1953年建立大墙周分区，1956年改乡，1958年改公社，1983年复改乡，1995年建大周镇。

## 行政区划
大周镇下辖以下地区：
赵庄村、大周村、赵名寰村、庞庄村、大谷寺村、葛庄村、东朱庄村、黄庄村、付桥村、石桥路村、新魏庄村、夏张村、小河董村、新尚庄村、王皮庙村、陈庄村、打鱼李村、邢庄村、小谢庄村、老梅庄村、席庄村、后吴村、前吴村、韩庄村、和尚杨村、双庙李村、老冀庄村、大辛庄村、小连府村、大尚庄村、岚川府村、柳庄营村、路庄村、罗庄村和老庄尚村。